# شيس أندرسون
شيس أندرسون (بالإنجليزية: Chic Anderson)‏ هو معلق رياضي أمريكي، ولد في 17 ديسمبر 1931 في إيفانسفيل في الولايات المتحدة، وتوفي في 24 مارس 1979.